# Fêtes et jours fériés en Allemagne

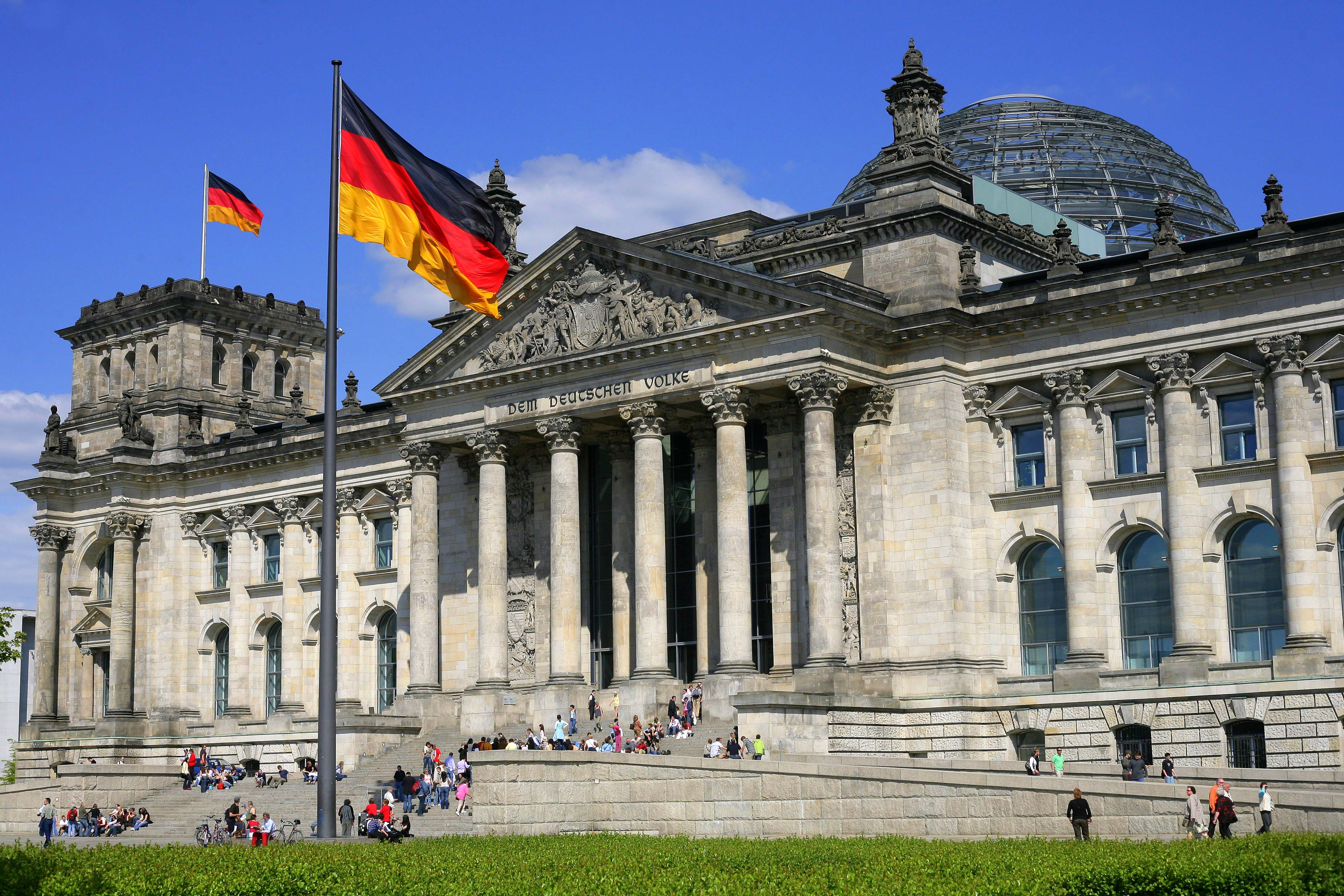
Drapeau de l'unité (Fahne der Einheit) devant le palais du Reichstag, à Berlin.

Les fêtes et jours fériés en Allemagne peuvent varier en fonction du Land considéré, mis à part le Jour de l'Unité allemande qui est la fête nationale.

## Récapitulatif
| Date                          | Nom français                      | Nom local                  | Land (identifié par son code ISO 3166-2) | Land (identifié par son code ISO 3166-2) | Land (identifié par son code ISO 3166-2) | Land (identifié par son code ISO 3166-2) | Land (identifié par son code ISO 3166-2) | Land (identifié par son code ISO 3166-2) | Land (identifié par son code ISO 3166-2) | Land (identifié par son code ISO 3166-2) | Land (identifié par son code ISO 3166-2) | Land (identifié par son code ISO 3166-2) | Land (identifié par son code ISO 3166-2) | Land (identifié par son code ISO 3166-2) | Land (identifié par son code ISO 3166-2) | Land (identifié par son code ISO 3166-2) | Land (identifié par son code ISO 3166-2) | Land (identifié par son code ISO 3166-2) |
| Date                          | Nom français                      | Nom local                  | BW                                       | BY                                       | BE                                       | BB                                       | HB                                       | HH                                       | HE                                       | MV                                       | NI                                       | NW                                       | RP                                       | SL                                       | SN                                       | ST                                       | SH                                       | TH                                       |
| ----------------------------- | --------------------------------- | -------------------------- | ---------------------------------------- | ---------------------------------------- | ---------------------------------------- | ---------------------------------------- | ---------------------------------------- | ---------------------------------------- | ---------------------------------------- | ---------------------------------------- | ---------------------------------------- | ---------------------------------------- | ---------------------------------------- | ---------------------------------------- | ---------------------------------------- | ---------------------------------------- | ---------------------------------------- | ---------------------------------------- |
| 1er janvier                   | Jour de l'An                      | Neujahrstag                | Oui                                      | Oui                                      | Oui                                      | Oui                                      | Oui                                      | Oui                                      | Oui                                      | Oui                                      | Oui                                      | Oui                                      | Oui                                      | Oui                                      | Oui                                      | Oui                                      | Oui                                      | Oui                                      |
| 6 janvier                     | Épiphanie / Fête des rois         | Heilige Drei Könige        | Oui                                      | Oui                                      |                                          |                                          |                                          |                                          |                                          |                                          |                                          |                                          |                                          |                                          |                                          | Oui                                      |                                          |                                          |
| 8 mars                        | Journée internationale des femmes | Frauentag                  |                                          |                                          | Oui                                      |                                          |                                          |                                          |                                          | Oui                                      |                                          |                                          |                                          |                                          |                                          |                                          |                                          |                                          |
| Date mobile                   | Vendredi saint                    | Karfreitag                 | Oui                                      | Oui                                      | Oui                                      | Oui                                      | Oui                                      | Oui                                      | Oui                                      | Oui                                      | Oui                                      | Oui                                      | Oui                                      | Oui                                      | Oui                                      | Oui                                      | Oui                                      | Oui                                      |
| Date mobile                   | Lundi de Pâques                   | Ostermontag                | Oui                                      | Oui                                      | Oui                                      | Oui                                      | Oui                                      | Oui                                      | Oui                                      | Oui                                      | Oui                                      | Oui                                      | Oui                                      | Oui                                      | Oui                                      | Oui                                      | Oui                                      | Oui                                      |
| 1er mai                       | Fête du travail                   | Tag der Arbeit             | Oui                                      | Oui                                      | Oui                                      | Oui                                      | Oui                                      | Oui                                      | Oui                                      | Oui                                      | Oui                                      | Oui                                      | Oui                                      | Oui                                      | Oui                                      | Oui                                      | Oui                                      | Oui                                      |
| Date mobile                   | Ascension                         | Christi Himmelfahrt        | Oui                                      | Oui                                      | Oui                                      | Oui                                      | Oui                                      | Oui                                      | Oui                                      | Oui                                      | Oui                                      | Oui                                      | Oui                                      | Oui                                      | Oui                                      | Oui                                      | Oui                                      | Oui                                      |
| Date mobile                   | Lundi de Pentecôte                | Pfingstmontag              | Oui                                      | Oui                                      | Oui                                      | Oui                                      | Oui                                      | Oui                                      | Oui                                      | Oui                                      | Oui                                      | Oui                                      | Oui                                      | Oui                                      | Oui                                      | Oui                                      | Oui                                      | Oui                                      |
| Date mobile                   | Fête-Dieu                         | Fronleichnam               | Oui                                      | Oui                                      |                                          |                                          |                                          |                                          | Oui                                      |                                          |                                          | Oui                                      | Oui                                      | Oui                                      | [ 1 ]                                    |                                          |                                          | [ 2 ]                                    |
| 15 août                       | Assomption                        | Mariä Himmelfahrt          |                                          | ,                                        |                                          |                                          |                                          |                                          |                                          |                                          |                                          |                                          |                                          | Oui                                      |                                          |                                          |                                          |                                          |
| 20 septembre                  | Journée de l'enfance              | Weltkindertag              |                                          |                                          |                                          |                                          |                                          |                                          |                                          |                                          |                                          |                                          |                                          |                                          |                                          |                                          |                                          | Oui                                      |
| 3 octobre                     | Jour de l'Unité allemande         | Tag der Deutschen Einheit  | Oui                                      | Oui                                      | Oui                                      | Oui                                      | Oui                                      | Oui                                      | Oui                                      | Oui                                      | Oui                                      | Oui                                      | Oui                                      | Oui                                      | Oui                                      | Oui                                      | Oui                                      | Oui                                      |
| 31 octobre                    | Fête de la Réformation,           | Reformationstag            |                                          |                                          |                                          | Oui                                      | Oui                                      | Oui                                      |                                          | Oui                                      | Oui                                      |                                          |                                          |                                          | Oui                                      | Oui                                      | Oui                                      | Oui                                      |
| 1er novembre                  | Toussaint                         | Allerheiligen              | Oui                                      | Oui                                      |                                          |                                          |                                          |                                          |                                          |                                          |                                          | Oui                                      | Oui                                      | Oui                                      |                                          |                                          |                                          |                                          |
| Mercredi avant le 23 novembre | Jour de pénitence et de prières   | Buss- und Bettag (de)      |                                          | [ 4 ]                                    |                                          |                                          |                                          |                                          |                                          |                                          |                                          |                                          |                                          |                                          | Oui                                      |                                          |                                          |                                          |
| 25 décembre                   | Noël                              | Weihnachtstag              | Oui                                      | Oui                                      | Oui                                      | Oui                                      | Oui                                      | Oui                                      | Oui                                      | Oui                                      | Oui                                      | Oui                                      | Oui                                      | Oui                                      | Oui                                      | Oui                                      | Oui                                      | Oui                                      |
| 26 décembre                   | Lendemain de Noël                 | Zweiter Weihnachtsfeiertag | Oui                                      | Oui                                      | Oui                                      | Oui                                      | Oui                                      | Oui                                      | Oui                                      | Oui                                      | Oui                                      | Oui                                      | Oui                                      | Oui                                      | Oui                                      | Oui                                      | Oui                                      | Oui                                      |

## Fêtes et traditions en Allemagne

### Carnaval
La saison des carnavals (Fastnacht/Karneval/Fasching) commence , le 11 novembre (traditionnellement à 11:11 , "Elfter im Elften") et termine la veille du mercredi des Cendres (soit le premier jour du Carême). Les carnavals animent des grandes villes comme Düsseldorf, Munich ou Mayence. Cependant, le carnaval le plus important est celui de Cologne. La semaine avant le début du Carême marque souvent l'apogée des festivités. Le grand cortège du « Lundi des Roses » (Rosenmontag) constitue le point fort du carnaval, avant le défilé du Mardi gras et le grand bal qui clôturent la semaine.

### Pâques

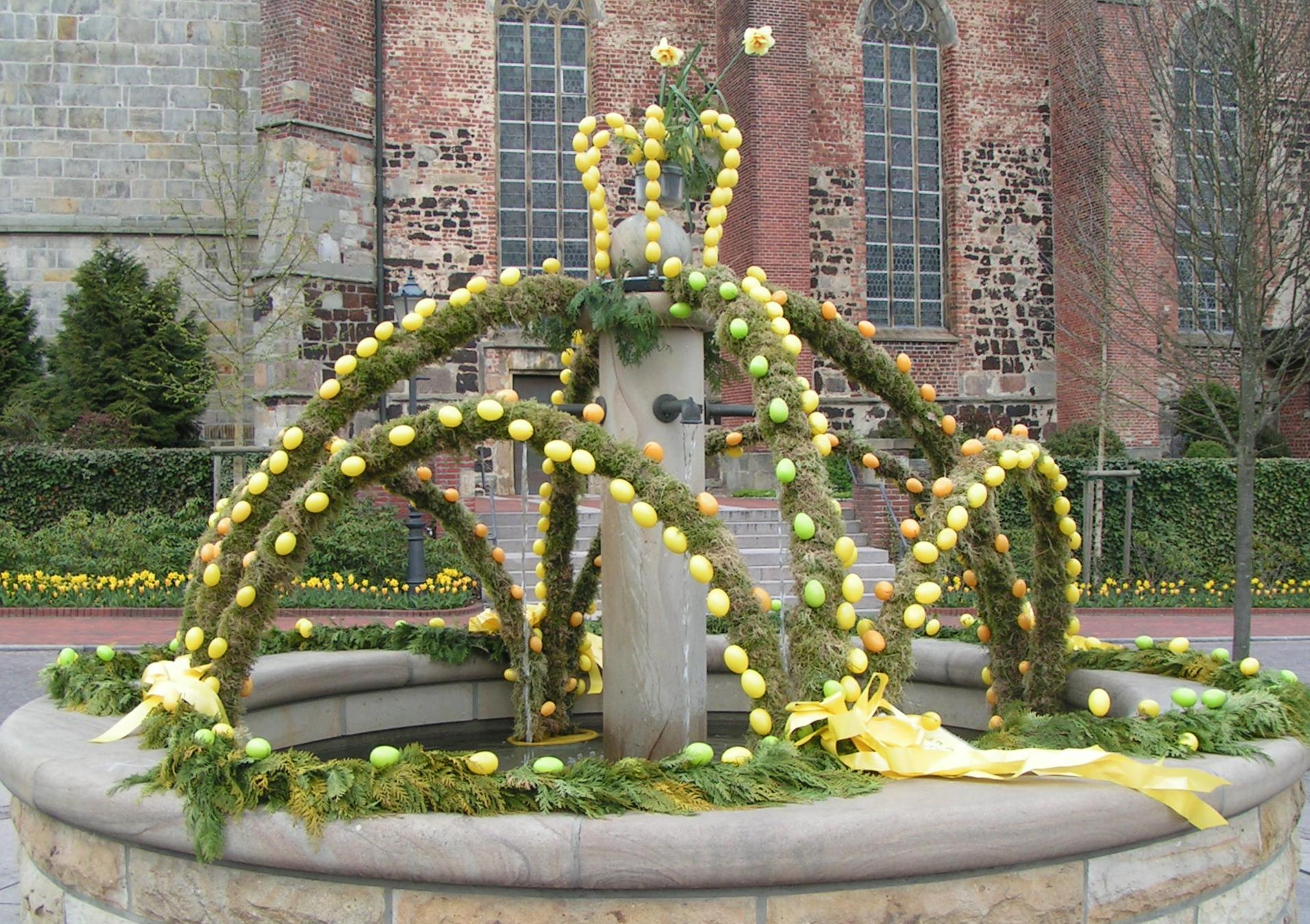
Osterbrunnen à Haselünne.

Pâques est riche en traditions en Allemagne. C'est là que le lièvre de Pâques (Osterhase) apporte pour la première fois des friandises et cadeaux le dimanche de Pâques. Cette tradition sera ensuite perpétuée dans les pays germaniques et frontaliers.
Les Allemands décorent leurs maisons et les villages avec des œufs vidés et peints, parfois accrochés à des arbres (Osterbaum ou Osterstrauch). Dans certaines communes de Bavière, ce sont les fontaines qui sont décorées pour devenir des Osterbrunnen. Les Allemands organisent également des marchés de Pâques (Ostermärkte). L'un des plus anciens est celui de Nuremberg.

### Jour de l'Unité allemande
Le jour de l’Unité allemande (Tag der Deutschen Einheit) est la fête nationale allemande et elle est célébrée depuis 1990 le 3 octobre, jour anniversaire de la réunification du pays. C’est en Allemagne le seul jour férié en application du droit fédéral, tous les autres sont fixés par les droits régionaux.
Avant 1990, la fête nationale de la République fédérale était célébrée le 17 juin, et celle de la République démocratique allemande était le jour de la République, célébré le 7 octobre.

### Oktoberfest

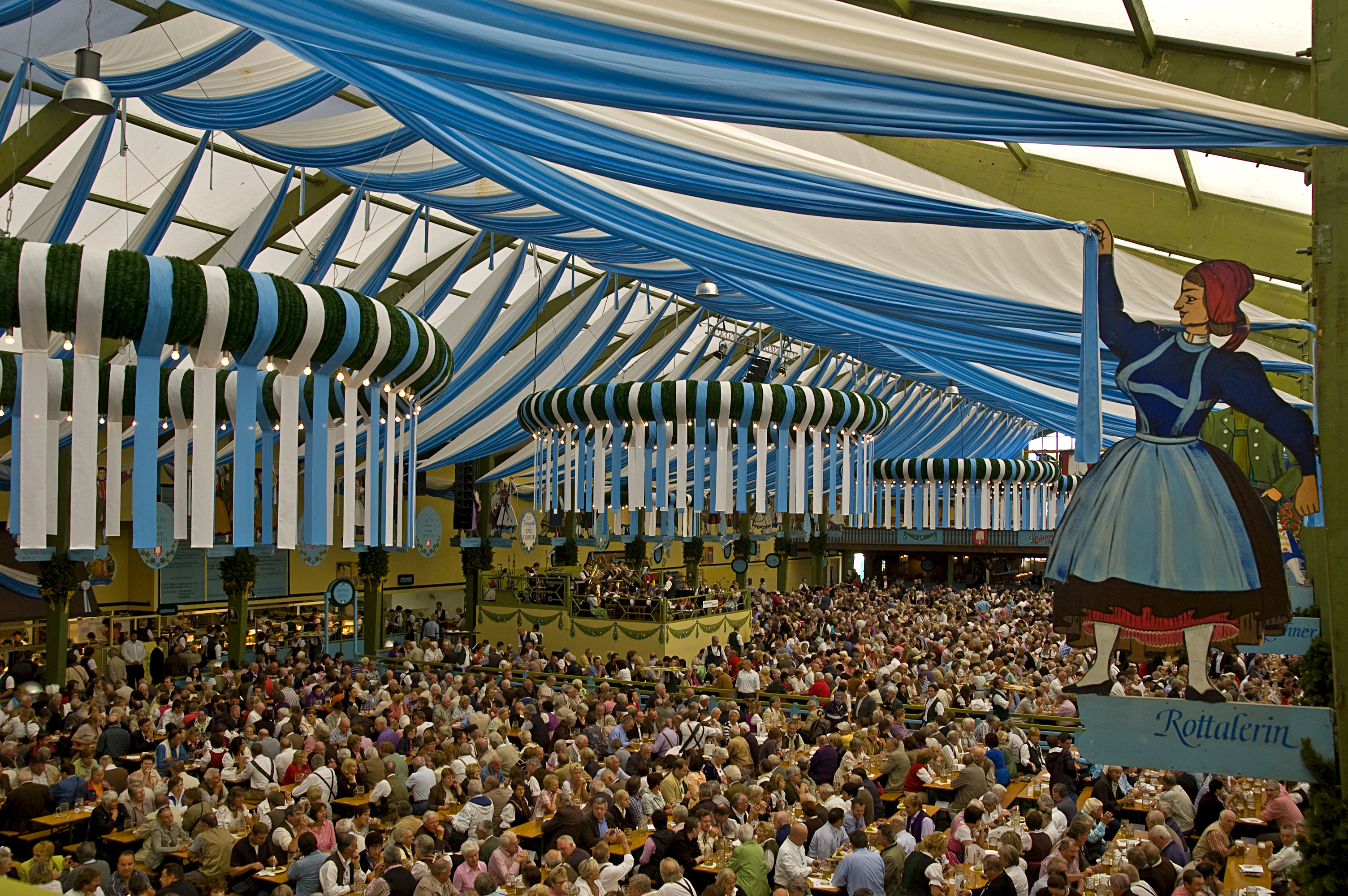
Sous une tente de l'Oktoberfest, à Munich.

Beaucoup de villes bavaroises organisent des fêtes de la bière, la plus connue étant celle de Munich appelée Oktoberfest qui a lieu depuis 1810. Avec six millions de visiteurs, c'est la plus grande fête populaire du monde qui commence par un défilé de plus de huit mille personnes portant le costume traditionnel. La fête de la bière dure maintenant 16 jours complets et se termine traditionnellement toujours le 1er dimanche d'octobre.

### Nikolaus
Nikolaus (Saint Nicolas en France) accompagné par le Knecht Ruprecht, descend du ciel dans une luge chargée de petites gourmandises et de cadeaux. Le soir du 5 décembre, les enfants placent leurs chaussures nettoyées dans un endroit particulier. Le matin du 6 décembre, ils vont très vite voir s'il y a des cadeaux et des friandises dans leurs chaussures. C'est le début des fêtes de fin d'année.
Dans la région de Hanovre et en Westphalie, on l'appelle aussi Klas ou Bullerklas ; c'est à lui que les enfants adressent leurs prières, se réjouissant de petits présents qui les attendent le 6 décembre.

### Noël

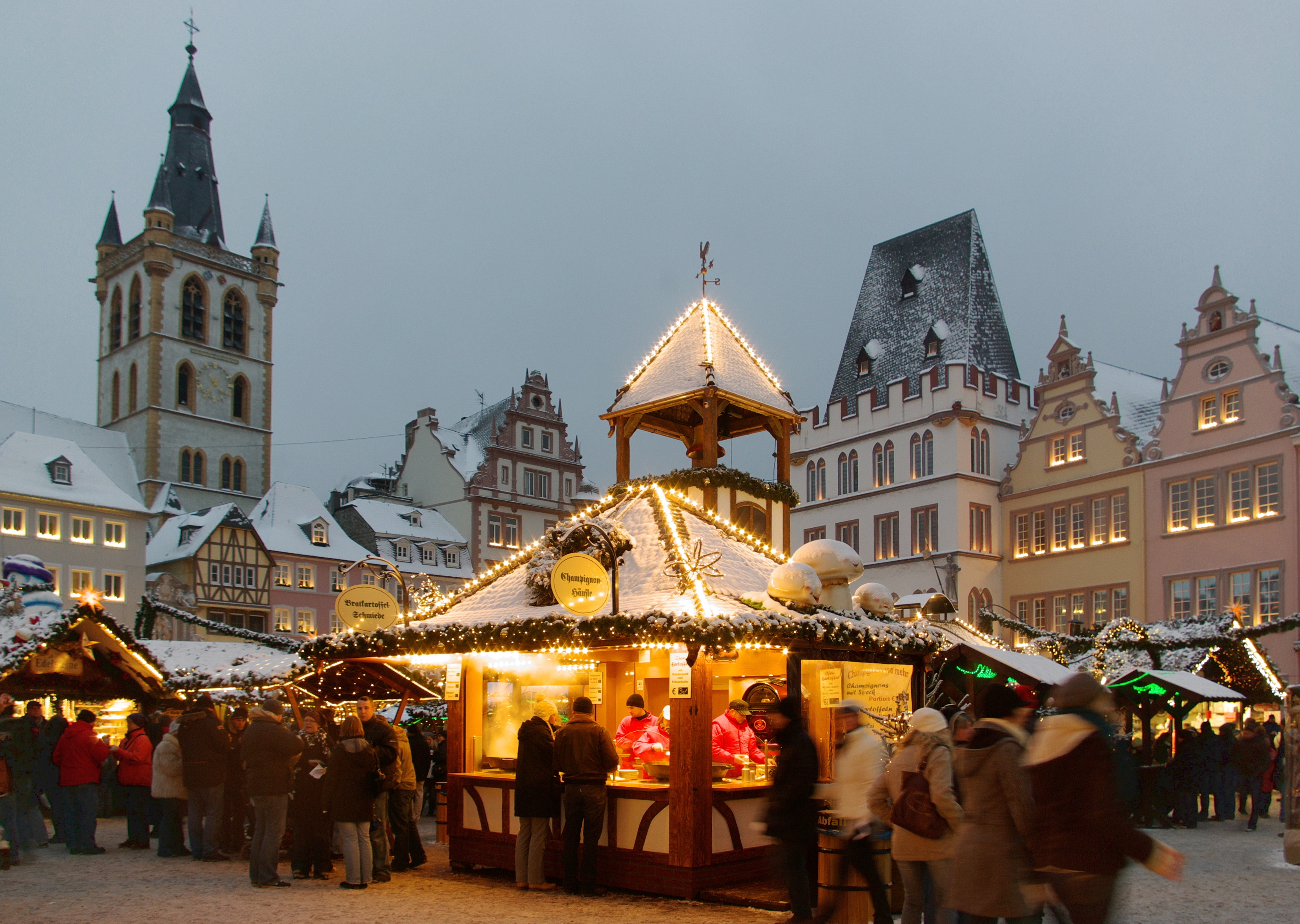
Marché de Noël à Trèves.

Noël (Weihnachten) est la fête la plus importante. Dès le premier dimanche de l'Avent, les calendriers de l'Avent et les marchés de Noël (Weihnachtsmärkte) animent les places des villes. Les plus réputés sont ceux de Nuremberg, Munich, Essen et Heidelberg. Aux étals des cabanes de bois, on peut acheter des décorations, des cadeaux, des spécialités, comme des gâteaux secs (Plätzchen) ou du pain d'épice (Lebkuchen) et bien sûr boire du vin chaud aromatisé à la cannelle (Glühwein).

### Saint-Martin
La Saint-Martin est célébrée le 11 novembre en souvenir de saint Martin. La date correspond à la mise au tombeau de saint Martin le 11 novembre 397. En Europe centrale, la Saint-Martin s’accompagne de nombreuses traditions parmi lesquelles on trouve la dégustation de l’oie de la Saint-Martin (également dans les pays scandinaves, Mortensaften au Danemark, ou baltes, Martinmas en Estonie, Mārtiņi en Lettonie, etc.), la retraite aux flambeaux et les chants de la Saint-Martin.